# Philibertia peruviana
Philibertia peruviana är en oleanderväxtart som först beskrevs av Rudolf Schlechter, och fick sitt nu gällande namn av Goyder. Philibertia peruviana ingår i släktet Philibertia och familjen oleanderväxter. Inga underarter finns listade i Catalogue of Life.